# Liste de pièces de théâtre acadiennes
Voici une liste de pièces de théâtre acadiennes, triées par année avec, si possible, la troupe de théâtre, le dramaturge et le metteur en scène associé. Cette liste n'inclut que les principales productions acadiennes ou considérées comme telles, originales ou adaptées.

## 1606
| Titre                 | Genre          | Dramaturge                        | Metteur en scène | Compagnie | Première représentation |
| --------------------- | -------------- | --------------------------------- | ---------------- | --------- | ----------------------- |
| 1606                  |                |                                   |                  |           |                         |
| Le Théâtre de Neptune | Marc Lescarbot | fantaisie nautique en alexandrins | Marc Lescarbot   |           | Port-Royal              |

## 1864-1967
| Titre                                                       | Genre                | Dramaturge         | Metteur en scène   | Compagnie                       | Première représentation                 |
| ----------------------------------------------------------- | -------------------- | ------------------ | ------------------ | ------------------------------- | --------------------------------------- |
| 1875                                                        |                      |                    |                    |                                 |                                         |
| Les Acadiens à Philadelphie                                 | drame en alexandrins | Pascal Poirier     |                    |                                 | Ottawa, 1er mai                         |
| 1888                                                        |                      |                    |                    |                                 |                                         |
| La Malédiction d'un père                                    | drame                |                    |                    |                                 | Collège Saint-Joseph, Memramcook        |
| 1898                                                        |                      |                    |                    |                                 |                                         |
| Les Derniers martyrs du Colisée                             | drame                | Alexandre Braud    | Alexandre Braud    | Société littéraire Saint-Joseph | Collège Sainte-Anne, Pointe-de-l'Église |
| 1902                                                        |                      |                    |                    |                                 |                                         |
| Subercase                                                   | drame historique     | Alexandre Braud    | Alexandre Braud    | Société littéraire Saint-Joseph | Collège Sainte-Anne, Pointe-de-l'Église |
| 1928                                                        |                      |                    |                    |                                 |                                         |
| La Passion de notre Seigneur                                | drame historique     | Jean-Baptiste Jégo | Jean-Baptiste Jégo | Société littéraire Saint-Joseph | Collège Sainte-Anne, Pointe-de-l'Église |
| 1929                                                        |                      |                    |                    |                                 |                                         |
| Joseph                                                      | drame historique     | Jean-Baptiste Jégo | Jean-Baptiste Jégo | Société littéraire Saint-Joseph | Collège Sainte-Anne, Pointe-de-l'Église |
| L'Émmigrant acadien                                         | drame                | James Branch       |                    |                                 | Collège Sacré-Cœur, Bathurst            |
| Jusqu'à la Mort...pour nos écoles!                          | drame                | James Branch       |                    |                                 | Collège Sacré-Cœur, Bathurst            |
| (en) Whose Fault is this?                                   | drame                | James Branch       |                    |                                 | Collège Sacré-Cœur, Bathurst            |
| 1930                                                        |                      |                    |                    |                                 |                                         |
| Le Drame du peuple acadien                                  | drame historique     | Jean-Baptiste Jégo | Jean-Baptiste Jégo | Société littéraire Saint-Joseph | Collège Sainte-Anne, Pointe-de-l'Église |
| 1932                                                        |                      |                    |                    |                                 |                                         |
| Vivent nos écoles catholiques! ou la résistance de Caraquet | drame                | James Branch       |                    |                                 | Séminaire d'Halifax                     |
| 1937                                                        |                      |                    |                    |                                 |                                         |
| Frassati                                                    | drame                | James Branch       |                    |                                 |                                         |

## 1968 à nos jours
| Titre                                         | Genre              | Dramaturge                                                         | Metteur en scène | Compagnie                  | Première représentation |
| --------------------------------------------- | ------------------ | ------------------------------------------------------------------ | ---------------- | -------------------------- | ----------------------- |
| 1968                                          |                    |                                                                    |                  |                            |                         |
| Les Crasseux                                  | comédie dramatique | Antonine Maillet                                                   |                  |                            |                         |
| 1971                                          |                    |                                                                    |                  |                            |                         |
| La Sagouine                                   |                    | Antonine Maillet                                                   |                  | Les Feux chalins           | Moncton                 |
| 1974                                          |                    |                                                                    |                  |                            |                         |
| Tête d'eau                                    |                    | Laval Goupil                                                       | Laval Goupil     | Théâtre populaire d'Acadie | Caraquet                |
| 1975                                          |                    |                                                                    |                  |                            |                         |
| Le Djibou                                     |                    | Laval Goupil                                                       | Réjean Poirier   | Théâtre populaire d'Acadie | Caraquet                |
| Louis Mailloux                                | drame musical      | Jules Boudreau, Calixte Duguay                                     | Réjean Poirier   | Théâtre populaire d'Acadie | Caraquet                |
| 1978                                          |                    |                                                                    |                  |                            |                         |
| Le Pêcheur ensorcelé                          |                    | Roger Leblanc                                                      |                  | Théâtre l'Escaouette       | Moncton                 |
| Ti-Jean                                       |                    | Laval Goupil                                                       |                  | Théâtre l'Escaouette       | Moncton                 |
| 1979                                          |                    |                                                                    |                  |                            |                         |
| L'École en fumée                              |                    | Marie Pauline                                                      |                  | Théâtre l'Escaouette       | Moncton                 |
| 1980                                          |                    |                                                                    |                  |                            |                         |
| Histoire en histoire                          |                    | Herménégilde Chiasson                                              |                  | Théâtre l'Escaouette       | Moncton                 |
| Mine de rien                                  |                    | Herménégilde Chiasson                                              |                  | Théâtre l'Escaouette       | Moncton                 |
| 1981                                          |                    |                                                                    |                  |                            |                         |
| Cogne fou                                     |                    | Herménégilde Chiasson                                              |                  | Théâtre l'Escaouette       | Moncton                 |
| Fond de culottes                              |                    | Raymond Leblanc                                                    |                  | Théâtre l'Escaouette       | Moncton                 |
| 1982                                          |                    |                                                                    |                  |                            |                         |
| L'École de Mine de rien                       |                    | Roger Leblanc et Herménégilde Chiasson                             |                  | Théâtre l'Escaouette       | Moncton                 |
| Évangéline, mythe ou réalité                  |                    | Herménégilde Chiasson                                              |                  | Théâtre l'Escaouette       | Moncton                 |
| 1983                                          |                    |                                                                    |                  |                            |                         |
| Atarelle et les Pacmaniens                    |                    | Herménégilde Chiasson                                              |                  | Théâtre l'Escaouette       | Moncton                 |
| Les Sentiers de l'espoir                      |                    | Gérald Leblanc                                                     |                  | Théâtre l'Escaouette       | Moncton                 |
| 1984                                          |                    |                                                                    |                  |                            |                         |
| Le Bras gauche de l'île                       |                    | Louise d'Entremont                                                 |                  | Théâtre l'Escaouette       | Moncton                 |
| Renaissances                                  |                    | Herménégilde Chiasson                                              |                  | Théâtre l'Escaouette       | Moncton                 |
| 1985                                          |                    |                                                                    |                  |                            |                         |
| Les Apprentis-sages                           |                    | Roger Leblanc                                                      |                  | Théâtre l'Escaouette       | Moncton                 |
| 1986                                          |                    |                                                                    |                  |                            |                         |
| Le Gros ti-gars                               |                    | Gracia Couturier                                                   |                  | Théâtre l'Escaouette       | Moncton                 |
| Y'a pas que les maringouins dans les campings |                    | Herménégilde Chiasson                                              |                  | Théâtre l'Escaouette       | Moncton                 |
| 1987                                          |                    |                                                                    |                  |                            |                         |
| Dame Bulle                                    |                    | Charles Pelletier                                                  |                  | Théâtre l'Escaouette       | Moncton                 |
| Harold et Maude                               | drame              | d'après l'œuvre de Colin Higgins                                   |                  | Compagnie Viola-Léger      | Moncton                 |
| Pique-nique                                   |                    | Rino Morin Rossignol                                               |                  | Théâtre l'Escaouette       | Moncton                 |
| 1988                                          |                    |                                                                    |                  |                            |                         |
| L'Amour fou                                   |                    | collectif                                                          |                  | Théâtre l'Escaouette       | Moncton                 |
| Si on avait su                                |                    | Ulysse Landry                                                      |                  | Théâtre l'Escaouette       | Moncton                 |
| Vendredi soir                                 |                    | Jean-Pierre Bergeron et Ghislain Tremblay                          |                  | Théâtre l'Escaouette       | Moncton                 |
| 1989                                          |                    |                                                                    |                  |                            |                         |
| Enfantômes sur roulettes                      |                    | Gracia Couturier                                                   |                  | Théâtre l'Escaouette       | Moncton                 |
| Promenade en haute mer                        |                    | Ivan Vanhecke                                                      |                  | Théâtre l'Escaouette       | Moncton                 |
| Le Tapis de Grand-Pré                         |                    | Réjean Aucoin et Jean-Claude Tremblay                              |                  | Théâtre l'Escaouette       | Moncton                 |
| 1990                                          |                    |                                                                    |                  |                            |                         |
| Pierre, Hélène et Michael                     |                    | Herménégilde Chiasson                                              |                  | Théâtre l'Escaouette       | Moncton                 |
| 1991                                          |                    |                                                                    |                  |                            |                         |
| Mon cœur a mal aux dents                      |                    | Christiane Saint-Pierre                                            |                  | Théâtre l'Escaouette       | Moncton                 |
| 1992                                          |                    |                                                                    |                  |                            |                         |
| Cap Enragé                                    |                    | Herménégilde Chiasson                                              |                  | Théâtre l'Escaouette       | Moncton                 |
| Le Marchand de mémoire                        |                    | Jean-Philippe Raîche                                               |                  | Théâtre l'Escaouette       | Moncton                 |
| 1993                                          |                    |                                                                    |                  |                            |                         |
| Le Manège des anges                           |                    | Herménégilde Chiasson                                              |                  | Théâtre l'Escaouette       | Moncton                 |
| 1994                                          |                    |                                                                    |                  |                            |                         |
| L'Exil d'Alexa                                |                    | Herménégilde Chiasson                                              |                  | Théâtre l'Escaouette       | Moncton                 |
| 1995                                          |                    |                                                                    |                  |                            |                         |
| À vrai dire                                   |                    | collectif                                                          |                  | Théâtre l'Escaouette       | Moncton                 |
| La Vie est un rêve                            |                    | Herménégilde Chiasson                                              |                  | Théâtre l'Escaouette       | Moncton                 |
| 1996                                          |                    |                                                                    |                  |                            |                         |
| Père Goguen, gardien de phare                 |                    | Jean Perronet                                                      |                  | Théâtre l'Escaouette       | Moncton                 |
| 1997                                          |                    |                                                                    |                  |                            |                         |
| Aliénor                                       |                    | Herménégilde Chiasson                                              |                  | Théâtre l'Escaouette       | Moncton                 |
| 1998                                          |                    |                                                                    |                  |                            |                         |
| Exils                                         |                    | Philippe Soldevila et Robert Bellefeuille                          |                  | Théâtre l'Escaouette       | Moncton                 |
| Laurie ou la vie de galerie                   |                    | Herménégilde Chiasson                                              |                  | Théâtre l'Escaouette       | Moncton                 |
| 1999                                          |                    |                                                                    |                  |                            |                         |
| Pour une fois                                 |                    | Herménégilde Chiasson                                              |                  | Théâtre l'Escaouette       | Moncton                 |
| 2000                                          |                    |                                                                    |                  |                            |                         |
| Univers                                       |                    | Herménégilde Chiasson, Dominic Parenteau-Lebeuf et Robert Marinier |                  | Théâtre l'Escaouette       | Moncton                 |
| 2001                                          |                    |                                                                    |                  |                            |                         |
| Puisqu'il faut un paysage                     |                    | Herménégilde Chiasson et David Lonergan                            |                  | Théâtre l'Escaouette       | Moncton                 |
| 2002                                          |                    |                                                                    |                  |                            |                         |
| Le Cœur de la tempête                         |                    | Herménégilde Chiasson et Louis-Dominique Lavigne                   |                  | Théâtre l'Escaouette       | Moncton                 |
| 2003                                          |                    |                                                                    |                  |                            |                         |
| Le Christ est apparu au Gun Club              |                    | Herménégilde Chiasson                                              |                  | Théâtre l'Escaouette       | Moncton                 |
| Willy Graf                                    |                    | Michel Ouellette                                                   |                  | Théâtre l'Escaouette       | Moncton                 |
| 2004                                          |                    |                                                                    |                  |                            |                         |
| La Grande Séance                              |                    | Herménégilde Chiasson                                              |                  | Théâtre l'Escaouette       | Moncton                 |
| 2005                                          |                    |                                                                    |                  |                            |                         |
| Roger Roger                                   |                    | Mélanie F. Léger                                                   |                  | Théâtre l'Escaouette       | Moncton                 |
| 2006                                          |                    |                                                                    |                  |                            |                         |
| Tangentes                                     |                    | Jean Babineau                                                      |                  | Théâtre l'Escaouette       | Moncton                 |
| 2007                                          |                    |                                                                    |                  |                            |                         |
| Le Filet                                      | drame              | Marcel-Romain Thériault                                            | Michel Monty     | Théâtre populaire d'Acadie | Ottawa, 14 septembre    |
| 2008                                          |                    |                                                                    |                  |                            |                         |
| Des nouvelles de Copenhague                   |                    | Herménégilde Chiasson                                              |                  | Théâtre l'Escaouette       | Moncton                 |
| Vie d'cheval                                  |                    | André Roy et Mélanie F. Léger                                      |                  | Théâtre l'Escaouette       | Moncton                 |
| 2009                                          |                    |                                                                    |                  |                            |                         |
| Nature morte dans un fossé                    |                    | Fausto Paravidino, traduction de Paul Lefebvree                    |                  | Théâtre l'Escaouette       | Moncton                 |
| 2010                                          |                    |                                                                    |                  |                            |                         |
| Je...Adieu                                    |                    | Mélanie Léger                                                      |                  | Théâtre l'Escaouette       | Moncton                 |
| Les Trois exils de Christian E.               |                    | Philippe Soldevila et Christian Essiambre                          |                  | Théâtre l'Escaouette       | Moncton                 |
| 2011                                          |                    |                                                                    |                  |                            |                         |
| Wolfe                                         |                    | Emma Haché                                                         |                  | Théâtre l'Escaouette       | Moncton                 |
| 2012                                          |                    |                                                                    |                  |                            |                         |
| La Vieille femme près de la voie ferrée       |                    | Herménégilde Chiasson                                              |                  | Théâtre l'Escaouette       | Moncton                 |